# José Mariano de Salas
José Mariano de Salas (11 de maig de 1797, ciutat de Mèxic - 24 de desembre de 1867, ciutat de Mèxic) fou un general i polític mexicà que en dues ocasions, 1846 i 1859, fou president interí de Mèxic. També fou membre del triumvirat executiu del Segon Imperi Mexicà que convidà a Maximilià d'Habsburg al tron del país.
Salas entrà a l'exèrcit reialista el 1813 en la lluita contra els insurgents independentistes. El 1821, com la majoria dels reialistes, s'afegiren al Pla d'Iguala que consumà la independència de Mèxic. Fou defensor del govern del primer president, Guadalupe Victoria en la revolta de 1827. Combaté les tropes espanyoles el 1829. Fou promogut a lloctinent coronel el 1832. Dirigí una de les forces en la batalla de l'Alamo de Texas. El 1844 fou exiliat pel seu suport a Antonio López de Santa Anna. El 4 d'agost de 1846 s'aixecà en armes contra el general Mariano Paredes que havia donat la presidència temporal a Nicolás Bravo per lluitar contra altres rebels. Salas proclamà el restabliment del federalisme. Fou president fins al 23 de desembre de 1846. Durant el seu mandat restablí la constitució federal de 1824 i convocà un nou Congrés. Incrementà el nombre de soldats de l'exèrcit i recaptà diners per la imminent Guerra amb els Estats Units. El desembre tornà el poder a Santa Anna, com a president i Valentín Gómez Farías com a vicepresident.
El 1847, Sales fou promogut a general de divisió de l'exèrcit. Lluita contra els nord-americans en la guerra, i fou presoner de guerra en la Batalla de Contreras el 20 d'agost de 1847. Després de la signatura del Tractat de Guadalupe-Hidalgo, fou designat el comandant militar i governador de l'estat de Querétaro. Fou president interí per segona ocasió durant la Guerra de Reforma, del 21 de gener de 1859 al 2 de febrer del mateix any, mentre esperava el retorn del president Miguel Miramón. Miramón i Salas advocaven per la causa conservadora. Com a comandant de la guarnició de la ciutat de Mèxic l'1 de juny de 1863 formà part del Poder Executiu del Govern Conservador durant la Guerra de Reforma. El Poder Executiu es dissolgué el 21 de juny de 1863 quan es formà la Regència de l'Imperi, integrada per ell i també pel general Juan Nepomuceno i l'arquebisbe Antonio de Labastida, sota la protecció de l'exèrcit francès (del 21 de juny de 1863 al 12 de juny de 1864). La Regència envià representants mexicans a Maximilià d'Habsburg per oferir-li el tron de Mèxic. Maximilià pujà al tron el 12 de juny de 1864. Benito Pablo Juárez García, fora de la ciutat de Mèxic, s'oposà a reconèixer la monarquia, i romangué com a president constitucional de Mèxic durant el Segon Imperi, fins al 1867, quan les forces republicanes deposaren l'emperador. El 1867 morí a la ciutat de Mèxic.